# Ulrike C. Tscharre
 (mars 2018).
Si vous disposez d'ouvrages ou d'articles de référence ou si vous connaissez des sites web de qualité traitant du thème abordé ici, merci de compléter l'article en donnant les références utiles à sa vérifiabilité et en les liant à la section « Notes et références ».
Ulrike Claudia Tscharre, née le 15 mai 1972 à Urach en Bade-Wurtemberg, est une actrice allemande qui joue également quelques pièces audio pour différentes radios. 
Elle tient principalement des seconds rôles dans des séries télévisées comme Lindenstraße, Pfarrer Braun, Polizeiruf 110, Hotel Heidelberg et Tatort, et plusieurs rôles dans des téléfilms comme Les Belles Femmes et Face au crime de Dominik Graf ainsi que dans le thriller psychologique Lösegeld de la WDR.

## Biographie
Ulrike C. Tscharre a grandi avec ses deux frères et sœurs à Bempflingen. Après le lycée elle a étudié la littérature allemande et anglaise. Après de petits emplois dans une société de publicité, elle a commencé, en 1996, une formation de comédienne à l'Académie des Arts de la scène de Ulm, cependant, après deux années elle décide d'arrêter. Après de petits et grands rôles au théâtre, notamment à Stuttgart et Bregenz, ainsi que des rôles dans des courts métrages, elle fait ses premiers pas à la télévision lors d'un séjour à Cologne. À partir de 2000, elle a joué le rôle de Susanne dans la série familiale Ina et Leo. Ensuite, elle a tenu dans la Série TV Lindenstraße le rôle de Marion Beimer, fille de la mère Beimer. Elle a également  joué dans le Soap opera Amour interdit. La vitesse de tournage du soap augmentant, elle décide de quitter le tournage après huit saisons
Durant les années qui suivirent, Ulrike C. Tscharre a tenu des rôles secondaires dans des séries TV telles que Le Pasteur Marron, Police 110 et Scène de Crime. Au total, elle a joué dans sept épisodes de scène de Crime ;  entre autres avec Dietz-Werner Steck (en tant que Commissaire Bienzle) ainsi qu'avec son successeur, Richy Müller (scène de Crime, Stuttgart), Klaus J. Behrendt et Dietmar Bär (scène de Crime, Cologne), Sabine Postel (scène de Crime de Brême) et Axel Prahl et Jan Josef Liefers (scène de Crime Münster). En 2004 elle fait ses débuts au cinéma dans la Tragi-comédie Belles Femmes en tant que Karin Leiser, sous la direction de Sathyan Ramesh. Ce film marque le début de sa carrière. Depuis, elle a participé à de nombreuses productions pour la télévision. En 2007, elle a joué aux côtés de Christoph Maria Herbst le premier rôle féminin de la série humoristique Hilfe! Hochzeit ! - Die schlimmste Woche meines Lebens.
Entre 2008 et 2009, sous la direction de Dominik Graf, elle tourne le film Im Angesicht des Verbrechens. Afin de jouer de manière crédible le rôle de la détective berlinoise Sabine Jaschke, elle s'est familiarisé avec l'utilisation des armes à feu. À la suite de cette décision elle déclare : « Les armes à feu me font peur personnellement, mais je pensais que je ne pouvais pas jouer une policière de façon convaincante et avoir peur des armes. C'est pourquoi j'ai pratiqué une manière sensée d'y faire face ». En 2009, elle obtient le rôle principal dans le mélodrame télévisé Last Moment. Aux côtés de Matthias Habich, dans un film dirigé par Sathyan Ramesh, elle joue le rôle de l'amante d'un homme âgé partagé entre deux femmes. Une autre histoire d'amour marque sa carrière. En 2012 elle joue dans le thriller psychologique Lösegeld dans lequel elle joue avec Mišel Maticevic. Elle y tient le rôle de responsable d'une agence d’escortes qui tombe amoureuse d'un policier.  Pour son interprétation d'une policière dans le thriller de Dominik Graf, Ziehlfahnder - Flucht in die Karapten; elle se voit nommée pour les Jupiter Award 2017 dans la catégorie Meilleure actrice pour un premier rôle. 
Outre son métier d'actrice, Ulrike C. Tscharre travaille en tant que voix, dans des pièces écrites pour la radio. Les productions auxquelles elle a participé sont les suivantes : Der Schwarm, un thriller écologique de Frank Schätzings ; plusieurs livres audios de Henning Mankells (elle tient par exemple le rôle de Linda Wallander dans Wallander-Reihe), l'épisode de Abby-Lynn dans Bis ans Ende der Welt, ainsi que dans un livre de jeunesse, Der Märchenerzähler. 

## Filmographie
- 2000–2001 : Ina und Leo
- 2001 : Verbotene Liebe
- 2001–2010 : Lindenstraße

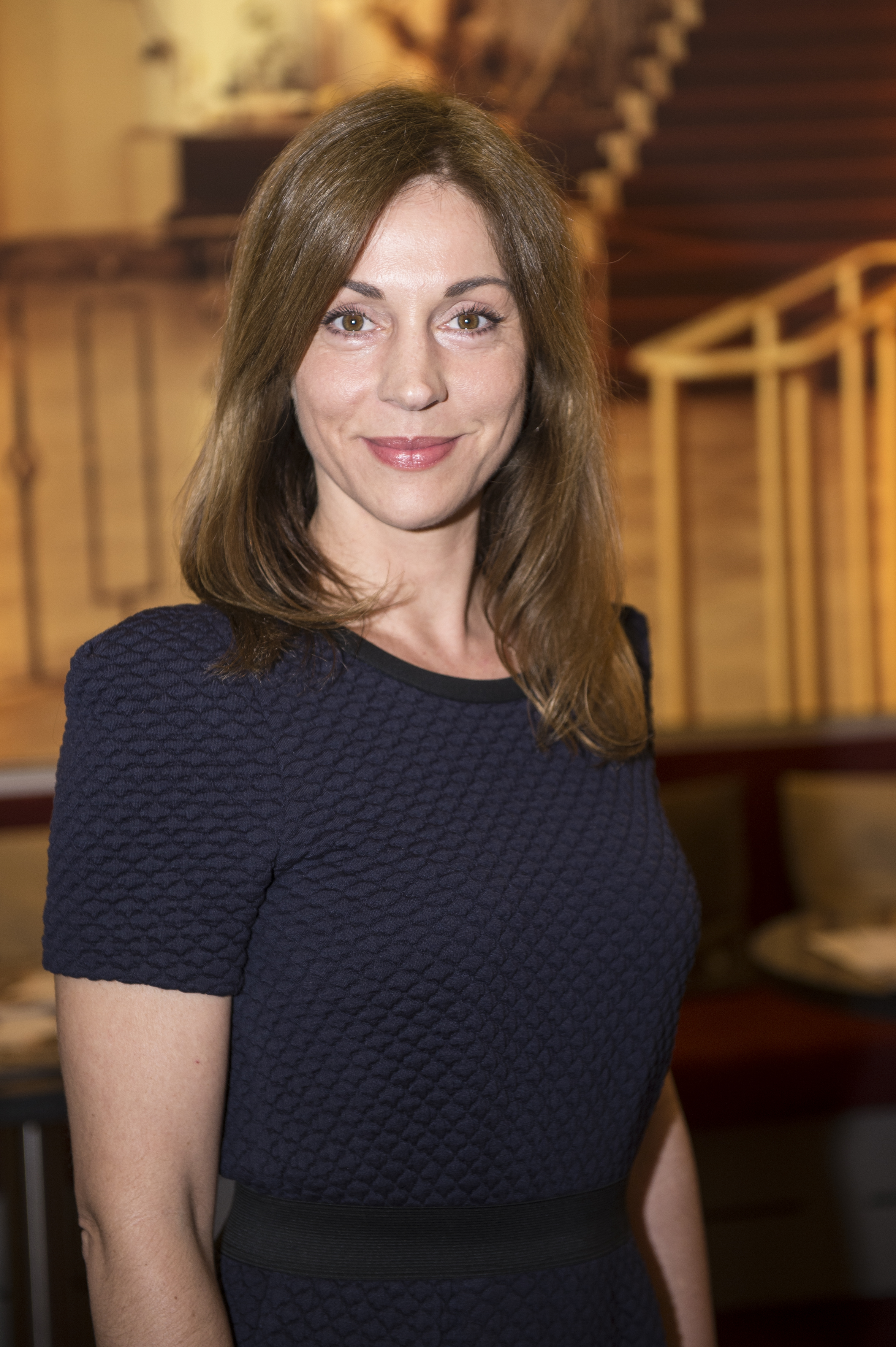
Ulrike C. Tscharre (2014)

- 2002 : Tatort – Bienzle und der Tag der Rache de Konrad Sabrautzky
- 2002 : Pöhlers Passagen de Klaus Armbruster
- 2004 : Tatort – Bienzle und der steinerne Gast d'Hartmut Griesmayr
- 2004 : Schöne Frauen de Sathyan Ramesh
- 2005 : Tatort – Bienzle und der Feuerteufel d'Arend Aghte
- 2006 : Polizeiruf 110 – Er sollte tot de Dominik Graf
- 2006 : Mörderische Erpressung de Markus Imboden
- 2006 : Das Duo – Auszeit
- 2007 : Wiedersehen in Verona de Dirk Regel
- 2007 : Pfarrer Braun d'Axel de Roche
- 2007 : Die Co–Piloten de Thomas Jauch
- 2007 : Hilfe! Hochzeit! – Die schlimmste Woche meines Lebens d'Isabel Kleefeld
- 2008 : Soko Kitzbühel
- 2008 : Nachts das Leben de Julia Schwarz
- 2008 : Post Mortem – Beweise sind unsterblich de Thomas Jauch
- 2009 : Richterin ohne Robe, d'Ulrich Zrenner
- 2009 : Crashpoint – 90 Minuten bis zum Absturz de Thomas Jauch
- 2009 : Tatort – Rabenherz de Torsten C. Fischer
- 2009 : Der Dicke d'Oliver Domenget
- 2009-2015 : SOKO Köln
- 2009 : Der kleine Mann
- 2010 : Letzter Moment de Sathyan Ramesh
- 2010 : Eines Tages… d'Iain Dilthey
- 2010 : Im Angesicht des Verbrechens de Dominik Graf
- 2011 : Mick Brisgau de Sebastian Vigg
- 2011 : Tatort – Herrenabend de Matthias Tiefenbacher
- 2011 : Flemming de Bernhard Stephan
- 2011 : Tatort – Der illegale Tod de Florian Baxmeyer
- 2012 : Tatort – Scherbenhaufen de Johannes Grieser
- 2012 : Lösegeld de Stephan Wagner
- 2013 : Küstenwache de Dagmar von Chappuis
- 2013 : Mord in Eberswalde de Stephan Wagner
- 2013 : Weniger ist mehr de Jan Růžička
- 2013 : Stiller Abschied de Florian Baxmeyer
- 2013 : Polizeiruf 110 – Wolfsland d'Ed Herzog
- 2013 : Eine verhängnisvolle Nacht de Miguel Alexandre
- 2014 : Für immer ein Mörder – Der Fall Ritter
- 2014 : Unterwegs mit Elsa de Bettina Woernle
- 2014 : Helen Dorn : Das dritte Mädchen de Matti Geschonneck
- 2014-2017 : Le Renard
- 2014 : Commissaire Dupin : L'École de Pont-Aven de Matthias Tiefenbacher
- 2014 : Ein Reihenhaus steht selten allein de Titus Selge
- 2014 : Die reichen Leichen. Ein Starnbergkrimi de Dominik Graf
- 2014 : Brezeln für den Pott de Matthias Steurer
- 2015 : Hochzeitskönig de Ben Verbong
- 2015 : Wir Monster de Sebastian Ko
- 2015 : Une équipe de choc – Tödliche Verführung de Daniel Helfer
- 2015 : Tatort – Der Himmel ist ein Platz auf Erden de Max Färberböck
- 2015 : Besser als Du de Isabel Kleefeld
- 2015 : Wer Wind sät – Ein Taunuskrimi de Marcus O. Rosenmüller
- 2016 : Hotel Heidelberg – Kramer gegen Kramer de Michael Rowitz
- 2016 : Hotel Heidelberg – Kommen und Gehen de Michael Rowitz
- 2016 : Matthiesens Töchter de Titus Selge
- 2016 : Marie Brand und die rastlosen Seelen de Florian Kern
- 2016 : Zielfahnder – Flucht in die Karpaten de Dominik Graf
- 2016 : Ein Kommissar kehrt zurück de Matti Geschonneck
- 2017 : L'Œuvre sans auteur de Florian Henckel von Donnersmarck : madame Hellthaler
- 2017 : Letzte Spur Berlin (Fernsehserie, Folge Überlebenstrieb)
- 2017 : Die Konfirmation
- 2018 : Neben der Spur - Sag, es tut dir leid

## Théâtre
- 2012 : Matthias Wittekindt: Bleu Yacht, réalisateur : Sven Stricker. La Radio de la scène de Crime, NDR.

## Livres Audio
- Margriet de Moor : Nuit Blanche, Livre Audio Hambourg, Hambourg, 2016.
- T. C. Boyle : La Terranauten, La Hörverlag, Munich, 2017.
- Juli Zeh : Vide Le Cœur, La Hörverlag, Munich, 2017.